# Бескровный, Александр Иванович
Алекса́ндр Ива́нович Бескро́вный (род. 5 апреля 1960) — советский легкоатлет, специалист по прыжкам в длину и тройным прыжкам. Выступал за сборную СССР по лёгкой атлетике в конце 1970-х — начале 1980-х годов, чемпион Европы среди юниоров, победитель и призёр первенств всесоюзного значения. Представлял Москву и спортивное общество «Буревестник». Мастер спорта СССР международного класса.

## Биография
Александр Бескровный родился 5 апреля 1960 года.
Занимался лёгкой атлетикой в Москве, выступал за добровольное спортивное общество «Буревестник».
Впервые заявил о себе на международном уровне в сезоне 1979 года, когда вошёл в состав советской сборной и выступил на юниорском европейском первенстве в Быдгоще, где в зачёте тройного прыжка превзошёл всех соперников и завоевал золотую медаль.
В 1980 году в прыжке в длину выиграл бронзовую медаль на зимнем чемпионате СССР в Москве, в тройном прыжке получил серебряную награду на летнем чемпионате СССР в Донецке.
В 1981 году представлял Советский Союз на чемпионате Европы в помещении в Гренобле — в прыжках в длину показал результат 7,31 и занял итоговое 13-е место, тогда как в тройных прыжках с результатом 16,46 стал шестым.
В 1982 году на чемпионате Европы в помещении в Милане занял в прыжках в длину 11-е место. На чемпионате СССР в Киеве стал серебряным призёром в тройном прыжке, показав третий лучший результат в истории страны — 17,37 метра. На чемпионате Европы в Афинах с результатом 16,82 был пятым.
В 1983 году на чемпионате страны в рамках VIII летней Спартакиады народов СССР в Москве с личным рекордом 17,53 завоевал серебряную медаль, всего 2 см уступив ленинградцу Василию Грищенкову, установившему здесь новый всесоюзный рекорд. Был выбран для участия во впервые проводившемся чемпионате мира по лёгкой атлетике в Хельсинки, однако из-за травмы вынужден был отказаться от участия.
Завершил спортивную карьеру по окончании сезона 1988 года.
За выдающиеся спортивные достижения удостоен почётного звания «Мастер спорта СССР международного класса». Награждён медалью «За трудовое отличие» (1989).
Жена — титулованная советская прыгунья Галина Чистякова. Есть дочь Ирина (род. 1982).